# Аптон (Массачусетс)
Аптон (англ. Upton) — місто (англ. town) в США, в окрузі Вустер штату Массачусетс. Населення — 8000 осіб (2020).

## Демографія
Згідно з переписом 2010 року, у місті мешкали 7542 особи в 2733 домогосподарствах у складі 2082 родин. Було 2832 помешкання
Расовий склад населення:
| - 95,3 % — білих - 2,1 % — азіатів - 0,8 % — чорних або афроамериканців - 0,2 % — корінних американців |

До двох чи більше рас належало 1,4 %. Частка іспаномовних становила 1,6 % від усіх жителів.
За віковим діапазоном населення розподілялося таким чином: 28,3 % — особи молодші 18 років, 61,6 % — особи у віці 18—64 років, 10,1 % — особи у віці 65 років та старші. Медіана віку мешканця становила 41,5 року. На 100 осіб жіночої статі у місті припадало 96,2 чоловіків;  на 100 жінок у віці від 18 років та старших — 94,7 чоловіків також старших 18 років.
Середній дохід на одне домашнє господарство  становив 135 978 доларів США (медіана — 119 392), а середній дохід на одну сім'ю — 149 876 доларів (медіана — 139 327). Медіана доходів становила 101 318 доларів для чоловіків та 61 729 доларів для жінок. За межею бідності перебувало 4,8 % осіб, у тому числі 3,9 % дітей у віці до 18 років та 10,4 % осіб у віці 65 років та старших.
Цивільне працевлаштоване населення становило 4207 осіб. Основні галузі зайнятості: освіта, охорона здоров'я та соціальна допомога — 28,5 %, науковці, спеціалісти, менеджери — 14,2 %, виробництво — 14,1 %.